# Lilla björnen
Lilla björnen (latin: Ursa Minor; 'Liten björnhona') är en stjärnbild på den norra stjärnhimlen, där bland andra stjärnor Polstjärnan ingår. Lilla björnen var en av de 48 konstellationer som listades av astronomen Klaudios Ptolemaios i hans samlingsverk Almagest och är en av de 88 moderna stjärnbilderna som erkänns av den Internationella Astronomiska Unionen.
Lilla björnen är en av de mest kända stjärnbilderna.

## Historik
I babyloniska stjärnkataloger var Lilla björnen känd som MAR.GID.DA.AN.NA, Himlens vagn, Damkianna. Den fanns med i MUL.APIN det babyloniska verk som behandlar olika aspekter av babylonisk astronomi och astrologi och räknades upp bland Enlils stjärnor — dvs. Stjärnorna på den norra stjärnhimlen.

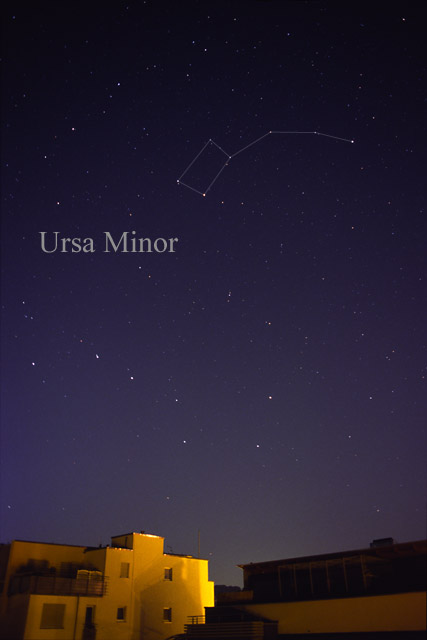
Stjärnbilden Lilla björnen (Ursa Minor) som den kan ses med blotta ögat.

Det babyloniska namnet kan förklaras med att stjärnbilden verkar rotera runt norra himmelspolen som ett hjul.
Det första omnämnandet i grekiska texter var på 600-talet f.Kr. av den grekiske astronomen Thales från Miletos, som pekade ut Lilla björnen som en bättre vägledning för att navigera mot norr, än Stora björnen. Det var med säkerhet något som sjöfarare då redan gjort i århundraden, bland annat av feniciska sjömän som kallade stjärnbilden term Phoinikē.

## Andra namn
Liksom svansen hos Stora björnen kan de sju stjärnor som huvudsakligen bildar Lilla björnen ses som en vagn med handtag och kallas ibland Lilla karlavagnen.
Lilla björnen har också setts som en del av stjärnbilden Draken och kallades då Drakens vinge. Drakens vinge som asterism är nu sedan länge glömd.

## Mytologi
Om Stora björnen föreställer Kallisto, så föreställer Lilla björnen hennes son Arkas. Men ibland är det i stället Björnvaktaren, som anses föreställa Arkas.

## Stjärnor
I stjärnbilden ingår Polstjärnan, som varit ett livsviktigt navigationsmedel under flera tusen år. Stjärnorna bildar asterismen ”Lilla karlavagnen”.
- α - Polstjärnan (Alfa Ursae Minoris, Polaris) har den sammanlagda ljusstyrkan av magnitud 2,02.[3] Den är den nuvarande norra polstjärnan med ett avstånd av endast ca 0,74 grader från himmelspolen. Som viktigt navigationsmedel har den fått många andra namn, som till exempel Cynosura (gammelgrekiska), Alruccabah, Boahjenásti och Boahjenávli (sydsamiska för Himlapluggen och Himlaspiken), Mika Em Thi Ashi (omahaindianska för "Stjärnan som inte vandrar"). Polstjärnan är en multipelstjärna med åtminstone fem komponenter.
- β - Kochab (Beta Ursae Minoris) är en jättestjärna av spektralklass K4 III och magnitud 2,08. Stjärnans namn är kortform för arabiska ”Norra stjärnan”. Kochab var polstjärna före den nuvarande polstjärnan.
- γ - Pherkad (Gamma Ursae Minoris), är en variabel stjärna av spektralklass A3 och magnitud 3,05.
- δ -Yildun (Delta Ursae Minoris, Pherkard) är en vit dvärg i huvudserien av spektraltyp A1 V och magnitud 4,35.[13]
- ε - Epsilon Ursae Minoris är en trippelstjärna som varierar i ljusstyrka 4,19-4,23 med en period av 39,48 dygn. Den är en variabel av typen RS Canum Venaticorum.
- ζ - Alifa (Zeta Ursae Minoris, Akhfa al Farkadain) är en dvärgstjärna i huvudserien av spektralklass A3 Vn och magnitud 4,32. Den är på väg att förvandlas till en jättestjärna.
- η - Alasco (Eta Ursae Minoris, Anwar al Farkadain) är en gulvit dvärgstjärna i huvudserien av spektralklass F5 V och magnitud 4,95.
- θ -  Theta Ursae Minoris
- λ - Lambda Ursae Minoris

## Djuprymdsobjekt

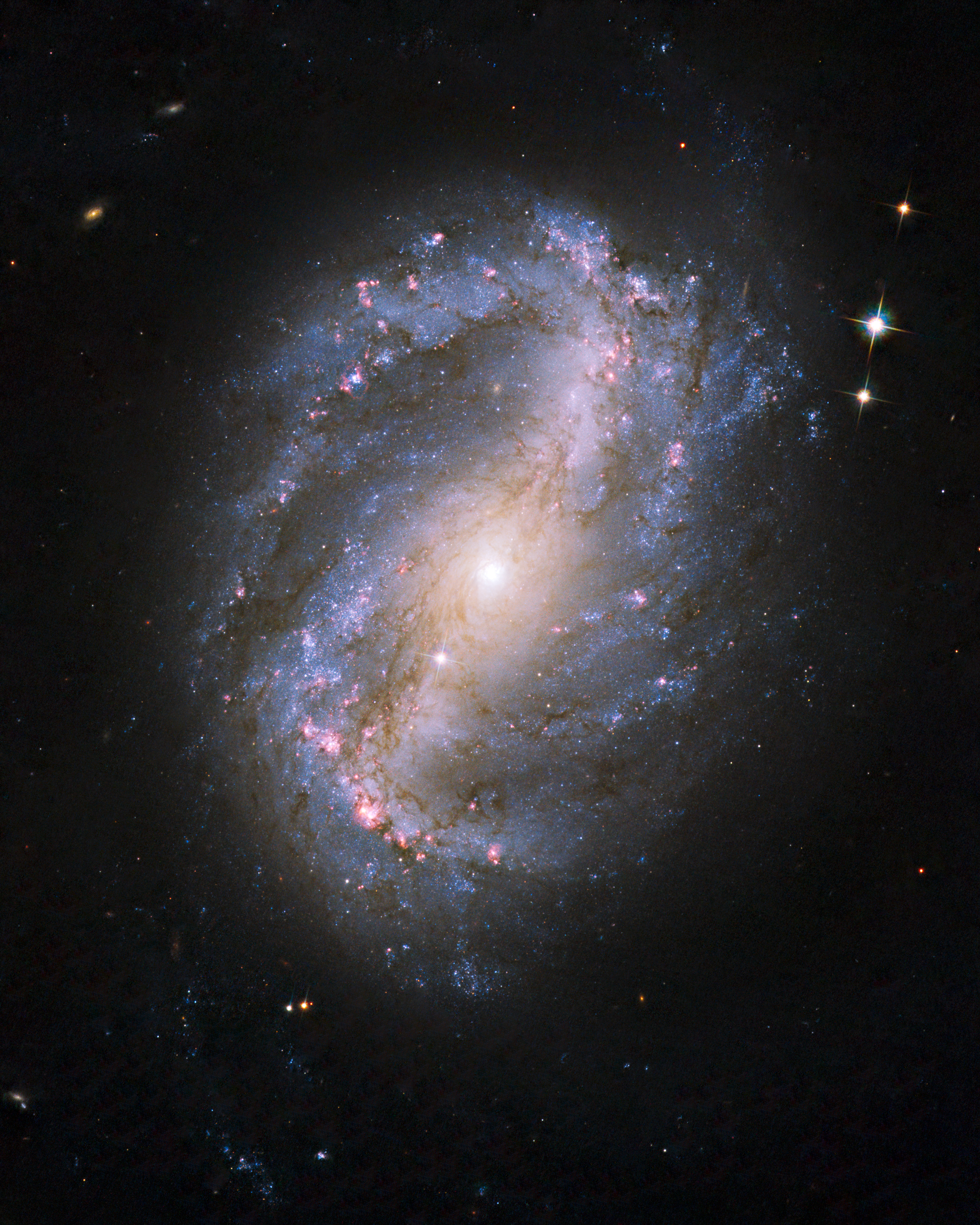
Galaxen NGC 6217 fotograferad med Hubbleteleskopet.

### Galaxer
- NGC 6217 är en stavgalax.

## Landskapsstjärnbild
Lilla björnen är svenska Lapplands landskapsstjärnbild, förmodligen därför att Lappland är Sveriges nordligaste landskap.